# Дом общества «Бавария»
Дом для служащих Российско-баварского пивоваренного общества «Бавария» — историческое дореволюционное здание в Петроградском районе Санкт-Петербурга, снесённое в 2017 году ради строительства моста Бетанкура. Было частью комплекса построек пивоваренного завода «Бавария». Закон Санкт-Петербурга № 820-7 «О границах зон охраны объектов культурного наследия» запрещает снос построенных до 1917 года домов, даже если они не являются объектами культурного наследия. В 2014 году кадастровые документы дома общества «Бавария» были откорректированы на основе фальсифицированной экспертизы и год возведения изменили на 1920. Несмотря на наличие архивных и документальных свидетельств датировки началом XX века, здание снесли, проведя работы по демонтажу в выходной день, что также запрещено городским законодательством. Уголовное дело о подделке экспертизы и кадастровых документов ведётся с 2016 года, однако по состоянию на август 2021 года ответственные лица не установлены.

## История

### Датировка
Дом для служащих Российско-баварского пивоваренного общества «Бавария» был построен в 1906—1907 году по проекту архитектора Н. Н. Верёвкина. Здание представляло собой характерный образец кирпичного стиля. В начале XX века, когда строился дом, на Ольховой улице находились только лесообделочная мастерская и склады. В архиве Санкт-Петербурга хранится проектная документация по зданию от 1904 года и сведения, что в 1911 году у него уже ремонтировали кровлю. Существует также фотография с изображением дома, сделанная в 1916 году в ателье Карла Буллы.

### Снос
Генеральный план развития Петербурга ещё в конце 1980-х подразумевал строительство моста через Серный остров от Уральской к Ремесленной улице. Проект был запущен в 2008 году, победителем конкурса стоимостью около 10 миллиардов рублей стал «Мостостроительный отряд № 19», однако в 2009 контракт заморозили, а в 2011 — расторгли. Своё решение власти объяснили желанием перенаправить средства на социальные проекты. В 2012 году губернатор Петербурга Георгий Полтавченко объявил о необходимости возобновить проект и построить мост к чемпионату мира по футболу 2018 года.
Дом служащих общества «Бавария» по адресу Ремесленная улица, 3, оказался прямо на трассе нового моста. Проложенная по прямой между Уральской и Ремесленной улицами, она была пересмотрена в 2012 году в связи с необходимостью не заходить на территорию военного судоремонтного завода «Алмаз». Однако к началу строительства моста завод был закрыт, корпуса снесены, а землю продали группе ЛСР, которая начала на ней строительство жилого комплекса. Комитет по развитию транспортной инфраструктуры (КРТИ) и администрация Петроградского района постановили дом на Ремесленной снести, а жильцам предоставить денежную компенсацию. Против сноса выступили градозащитники: закон Петербурга № 820-7 «О границах зон охраны объектов культурного наследия» запрещает снос зданий, построенных до 1917 года.
В ходе начавшихся судебных разбирательств выяснилось, что в 2014 году историко-культурная экспертиза компании ООО «СтройЭлитПроект» признала здание аварийным, а год постройки определила 1920-м, в связи с чем в кадастровые документы были внесены изменения и дом лишился охранного статуса. При этом экспертиза была выполнена неуполномоченными лицами и не проходила рассмотрение в КГИОП. Заявка на проведение экспертизы якобы была подписана жильцами дома на общем собрании, которого по факту не проводилось, а подпись организатора собрания была подделана. Жильцы дали соответствующие показания в МВД, после чего подали иски в суд против КГИОП, КГА и КРТИ (Комитета по развитию транспортной инфраструктуры). По оценке противников сноса, администрация города «прикрывала» фальсификаторов даты постройки и использовала все средства, чтобы придать разрушению здания легальный вид.
Уже на этапе активного строительства моста в конце 2016 года, когда были готовы некоторые опоры и пролёты, в документацию внесли значительные изменения: главный пилон овальной формы, запланированный высотой в 90 метров, решено было понизить до 44 м. Примечательно, что на октябрь 2016 года Госстройнадзор и КГИОП ещё не выдали разрешения на его возведение, фактически работы велись незаконно. При этом после многочисленных обращений к губернатору и надзорным органам пересмотреть проект моста ради сохранения дома № 3, корректировки так и не были внесены. Для того, чтобы сохранить здание, потребовалось бы сократить количество автомобильных полос на мосту с шести до четырёх, либо использовать территории снесённого завода, которые уже были приобретены частным девелопером. На все инициативы градозащитников и жильцов представители администрации и застройщика отвечали, что пересмотр проекта затянется минимум на год, а возвести мост необходимо к началу Чемпионата мира по футболу.
В марте 2016 года депутат Законодательного собрания Петербурга Алексей Ковалёв подал обращение в прокуратуру и добился возбуждения уголовного дела по факту о подлоге историко-культурной экспертизы и намеренного изменения возраста здания. 18 августа 2017 года на встрече с градозащитниками вице-губернатор Игорь Алабин признал, что параметры моста Бетанкура превышают пропускную способность подходящих к нему улиц, а кривизна трассы не соответствует нормативам безопасности. В результате заседания Алабин пообещал «провести встречу с курирующими комитетами — КГА (Комитет по градостроительству и архитектуре), КРТИ, КГИОП — для выработки совместного решения по переносу здания». В субботу 26 августа 2017 года дом № 3 на Ремесленной улице снесли несмотря на ведущиеся судебные дела и постановление правительства Петербурга, которое запрещает снос в выходные дни. После волны возмущения в СМИ КГИОП и губернатор Полтавченко выступили с заявлениями, что считают снос законным, а здание — не представляющим исторической или культурной ценности. Движение по мосту Бетанкура открыли в мае 2018-го, а официальное разрешение на ввод в эксплуатацию компания «Пилон» получила только 26 марта 2019 года.
К июню 2018 года решения по уголовному делу, инициированному депутатом Ковалёвым ещё в 2016 году, вынесено не было. Ковалёв направил в Генеральную прокуратуру письмо с жалобой на волокиту в судебном разбирательстве. Попытка депутата Бориса Вишневского в 2017 году на заседании Законодательного собрания утвердить запрос к губернатору с целью поиска ответственных за снос дома была проигнорирована коллегами.

### Расселение жильцов
В 2015 году «Городское управление инвентаризации и оценки недвижимости» оценило квартиры на Ремесленной, 3, примерно в 100 тысяч рублей за квадратный метр. На 2016 год в здании находилось 12 коммунальных квартир. Администрация города предложила жильцам компенсации в размере от 48 до 52,5 тыс. рублей за м², что ниже кадастровой стоимости в два раза и не позволяло людям купить себе новое жильё. Претензии не согласных с предложенными компенсациями жителей администрация города и КРТИ поочерёдно отказывались рассматривать, ссылаясь на то, что ими должно заниматься другое ведомство.
Аналогичная ситуация возникла с соседним домом № 5 по улице Ремесленной — мост Бетанкура провели в 65 см от него, из-за чего стены здания покрылись трещинами, а шумовое загрязнение многократно превысило нормативы. Администрация города отказывала жильцам в расселении вплоть до 2019 года. К июлю 2019 квартиры получили только 15 семей из 63.